# 울산옹기축제
울산옹기축제는 울산광역시에서 주최하는 옹기마을 축제이다. 매년 5월 초에 개최한다.

## 연도별 행사

### 2010년
- 주제: 천년을 빚어낸 흙빛 숨결
- 부제: 한민족 천년의 삶과 지혜가 담겨 있는 옹기에 세계를 담는다.
- 기간: 2010년 10월 14일 ~ 10월 17일
- 내용: 공식행사, 무대행사, 전시ㆍ체험, 참여행사, 부대행사

### 2011년
- 주제: 가족과 함께 하는 옹기 이야기
- 기간: 2011년 9월 30일 ~ 10월 4일
- 내용: 공식행사, 무대행사, 전시ㆍ체험, 참여행사, 부대행사

### 2012년
- 주제: 자연이 꿈꾸는 세상 “옹기누리”
- 기간: 2012년 5월 25일 ~ 5월 29일
- 내용: 대표, 체험, 전시, 참여, 공연, 부대행사 6개분야 50여개 프로그램

### 2013년
- 주제: 옹기, 꿈을 꾸다
- 기간: 2013년 5월 2일 ~ 5월 5일
- 내용: 대표, 체험, 전시, 참여, 공연, 부대행사

### 2014년
- 주제: 흙과 불의 노래
- 기간: 2014년 10월 24일 ~ 10월 26일
- 내용: 대표, 체험, 전시, 참여, 공연, 부대행사

## 특이사항
- 2009년 축제는 신종플루 확산으로 인하여 취소되었다.
- 2014년 축제는 당초 5월 2일 ~ 5월 5일에 개최할 예정이었으나, 세월호 참사의 여파로 인하여 같은 해 10월로 연기되었다.
- [2019~2022년]축제는 코로나 확산으로 인하여 취소되었다.